# Krav Maga

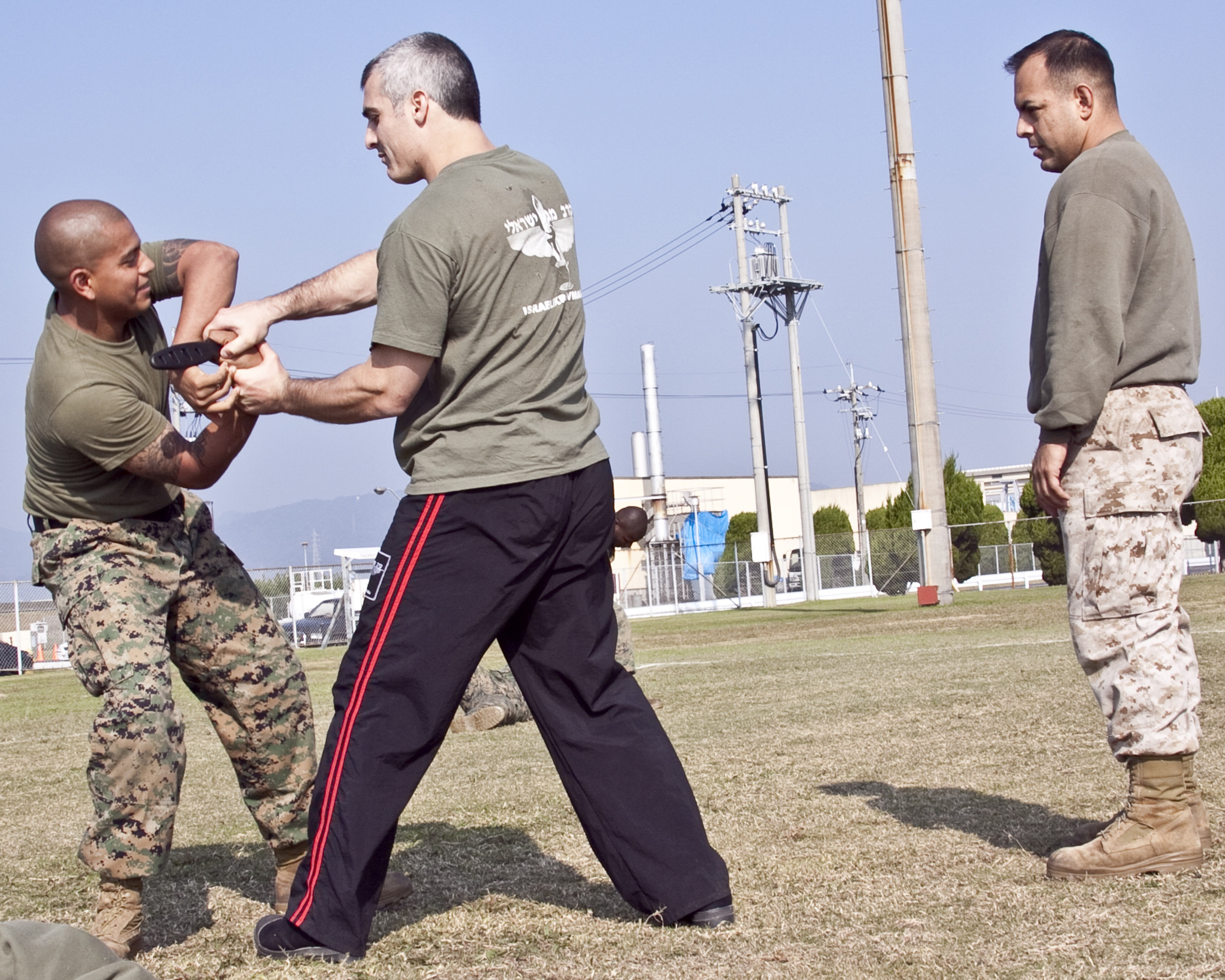
Krav Maga-les bij de Amerikaanse marine

Krav maga (Hebreeuws: קרב מגע, contactgevecht) is een verdedigingskunst die zijn oorsprong heeft in Israël. De oprichter van de beweging is de Hongaars-Israëlische Imi Lichtenfeld, ook bekend onder de Hebreeuwse leenvertaling van zijn naam Imi Sde-Or of kortweg Imi.

## Geschiedenis
Lichtenfeld werd al jong geconfronteerd met antisemitisme en het geweld dat daarmee gepaard ging. Hij beoefende al op jonge leeftijd krachtsporten zoals gewichtheffen en worstelen en werd in het laatste zelfs kampioen. Lichtenfeld wist per schip te ontkomen aan de dreiging van het nationaalsocialisme met zijn grootschalige Jodenvervolging en vluchtte naar het Britse Mandaatgebied Palestina. Vanaf 1944 onderwees Lichtenfeld mensen van de Hagana en Palmach in de zaken waarin hij vaardig was, zoals worstelen en zwemmen. In 1948, toen de staat Israël werd gesticht, werd hij hoofdinstructeur voor Krav Maga aan het instituut voor fysieke training van het Israëlische defensieleger. Later werd de zelfverdedigingskunst meer afgestemd op burgers. In latere jaren kreeg Krav Maga steeds meer een internationaal karakter, met scholen in diverse landen, waaronder Nederland en België.

## Kenmerken
| Wit    |
| Geel   |
|        |
| Oranje |
|        |
| Groen  |
|        |
| Blauw  |
|        |
| Bruin  |
|        |
| Zwart  |
|        |
|        |
|        |
|        |

Kenmerkend voor Krav Maga is dat training vaak plaatsvindt met zeer uiteenlopende realistische situaties, zoals een ontvoeringssituatie, gevaar 's nachts, aanvallen op een belangrijk persoon of aanvallen met een vuurwapen of mes. Verder wordt op verschillende locaties getraind, dit in tegenstelling tot veel budo-sporten die een vaste dojo hebben. Waar zelfverdedigingsvormen als aikido en jiujitsu subtiele technieken kennen, die de meeste mensen pas in echte gevechtssituaties effectief kunnen toepassen als zij ze jarenlang hebben geoefend, en het wushu zeer veel sierlijke vormen kent, beperkt het Krav Maga zich grotendeels tot technieken die hoe dan ook snel effect hebben. Dit is met name om praktische redenen: technieken sluiten voornamelijk aan op natuurlijke reflexen van iemand die zich verdedigt tegen een aanval en in veel gevallen moeten mensen zich in relatief korte tijd effectief kunnen verdedigen, waardoor een no-nonsense benadering voor de hand ligt. Zaken als eer en aanzien zijn ook veel minder van belang in het Krav Maga dan in bijvoorbeeld wushu.
Het Krav Maga kent dan ook geen kata en is een geschikte methode voor zowel mannen als vrouwen van alle leeftijden om in relatief korte tijd te leren omgaan met (levens)bedreigende situaties, zoals bedreigingen met mes of vuurwapen. Zoals iedere realistische vorm van zelfverdediging is het Krav Maga niet aan regels gebonden, buiten de regels van de wet. Trappen en stoten naar het kruis zijn toegestaan, evenals stoten met de ellebogen naar het hoofd en het steken met vingers in ogen of tegen de keel. Het is dan ook geen sport, maar een zelfverdedigingssysteem. De beoefenaar van het Krav Maga zal dan ook indien mogelijk proberen conflictsituaties te vermijden, maar in een daadwerkelijke conflictsituatie alles doen om te overwinnen.

## Organisaties
Er bestaan diverse Krav Maga- organisaties. In 1978 werd de Israëli Krav Maga Association (IKMA) opgericht door Lichtenfeld en enkele van zijn volgelingen. Op 1994 werd Haim Gidon (IKMA) President en benoemd door IMI.  In 1996 werd door hem, Eyal Yanilov, Avi Moyal, Gabi Noah en anderen de International Krav Maga Federation (IKMF) opgericht. In 2004 werd de organisatie RetZef Sport & Protect en onder leiding van Master Timo Hennekes opgericht met meerdere locaties in Nederland en Europa. In 2009 richtte Gabi Noah International Krav Maga (IKM) op en in 2010 richtte Yanilov een andere internationale Krav Maga organisatie op, de Krav Maga Global (KMG), die met de IKMF (geleid door Avi Moyal) concurreert. Deze 3 federaties worden geleid vanuit Israël. In de Verenigde Staten zijn Krav Maga Worldwide (KMW) en Krav Maga Alliance (KMA) bekende organisaties.
Nederland telt vertegenwoordigers van meerdere grote Krav Maga organisaties, namelijk de IKMF, RetZef Krav Maga, Krav Maga Global, Krav Maga Worldwide. Daarnaast is ook de kleinere World Krav Maga Association (WKMA) in Nederland gevestigd.
In België zijn er naast de internationale federaties met een vertegenwoordiging in België, KMG en IKMF, ook federaties aanwezig die erkend zijn door Sport Vlaanderen. Er zijn twee federaties, de vzw KMTC en de vzw VKMF, die door Sport Vlaanderen en het ministerie van de Vlaamse Gemeenschap erkend zijn.

## Bekend om Krav Maga

### Personen
- Imi Lichtenfeld, uitvinder van Krav Maga

- Gerwin Kranenburg, actief binnen Krav Maga Worldwide

### Personages
- Tony Almeida, personage uit de 24-franchise

- Shadowcat, fictief superheldin